# Hit Man - Killer per caso
Hit Man - Killer per caso (Hit Man) è un film del 2023 diretto da Richard Linklater.
La pellicola, scritta da Linklater assieme al protagonista Glen Powell, prende spunto dalla storia vera raccontata nell'omonimo articolo del 2001 del Texas Monthly dal giornalista Skip Hollandsworth, che già aveva sceneggiato insieme a Linklater il film Bernie (2011).

## Trama
Gary Johnson è un timido professore di filosofia di New Orleans che lavora part-time come consulente informatico per il dipartimento di polizia cittadino. Un giorno, a causa di una serie di coincidenze, la polizia si trova costretta a chiedergli di impersonare un sicario come parte di un'operazione volta a arrestare chi cerca di assoldare figure del genere. L'arresto va incredibilmente a buon fine e Gary ci prende gusto, diventando progressivamente più sicuro di sé nella vita di tutti i giorni ad ogni volta che viene chiamato a interpretare "Ron", il sicario duro ed estroverso che si è costruito. Quando però viene contattato da Maddy, una donna che vuole il marito morto, se ne innamora e cerca di dissuaderla dalla decisione.

## Produzione
Il film è stato girato a New Orleans.

## Distribuzione
Il film è stato presentato in anteprima alla 80ª Mostra internazionale d'arte cinematografica di Venezia il 5 settembre 2023, fuori concorso.
Netflix ne ha acquistato i diritti di distribuzione per 20 milioni di dollari, il quale distribuirà la pellicola il 7 giugno 2024. In Italia verrà distribuito nelle sale il 27 giugno, distribuito da BIM Distribuzione.

## Accoglienza

### Incassi
Il film ha incassato poco più di 5,3 milioni di dollari, di cui 409708 € in Italia con 61112 presenze.

### Critica
Su Rotten Tomatoes 298 critici esprimono un gradimento del 95%, con un voto medio di 8/10; su Metacritic il voto medio di 55 critici è 82/100, indicando "acclamazione universale".
Sul Washington Post, Ty Burr ha assegnato al film 4 stelle su 4, definendolo "un'esplosione di puro piacere e uno dei migliori film dell'anno". Sul New York Times, Alissa Wilkinson ha descritto il film come "romantico, sexy, divertente, soddisfacente e una vera svolta da star per Glen Powell", sottolineando le domande filosofiche poste dal film. Sul Guardian, Peter Bradshaw ha scritto che le molteplici identità assunte da Gary permettono sia al personaggio che allo spettatore di considerare "la questione se esista effettivamente un vero 'sé', un nucleo irriducibile di identità autentica che rimane dietro quando tutte le imitazioni o le influenze vengono rimosse".

## Riconoscimenti
- 2025 – Golden Globe[11]
  - Candidatura per il miglior attore protagonista a Glen Powell